# Софье-Алексеевское
Со́фье-Алексе́евское — село в Пограничном районе Приморского края России.
Входит в состав муниципального образования Пограничное городское поселение. Расположено на реке Нестеровке, в 15 км к юго-западу от районного центра — поселка Пограничный, в 200 км к северо-западу от краевого центра — города Владивостока.

## История
Первые поселенцы обосновались на месте будущего села в 1887 году. Ими стали семь семей из Забайкалья. Поселение изначально получило название «Выселок».
В январе 1903 года село вошло в состав вновь образованного Гродековского станичного округа. В 1907 году в поселке была открыта школа, в которой обучалось 30 человек.
В 1929 году в селе образована коммуна «Красный боец». В 1932 году на базе коммуны был организован колхоз «Красный боец». В 1940 году в Софье-Алексеевку переехали 19 семей из города Пензы и Пензенской области.
Во время Великой Отечественной войны 25 жителей села было призвано на фронт, домой вернулись только 6 человек.
В 1950 году три колхоза села Барано-Оренбургское и колхоз «Красный боец» в селе Софье-Алексеевское объединили в один колхоз «Заря коммунизма». Укрупненный колхоз «Заря коммунизма» три раза становился миллионером. В 1961 году колхоз был преобразован в совхоз «Барановский», Софье-Алексеевское стало третьим отделением совхоза.

## Население
| 2002 | 2010 |
| ---- | ---- |
| 225  | ↘172 |

## Улицы
- Амбулаторная ул.
- Кубанская ул.
- Нижняя ул.
- Центральная ул.